# صلاح الدين دحمون
صلاح الدين دحمون  ولد في 8 ديسمبر 1964 بولاية قالمة، مسؤول جزائري سامي عين وزير الداخلية والجماعات المحلية والتهيئة العمرانية في 31 مارس 2019 بحكومة بدوي.

## السيرة
بدأ مساره التعليمي بولاية مسقط رأسه قالمة التي درس فيها بمدرسة الفتح الابتدائية ما بين 1971 و 1973 ليواصل دراسته في هذا الطور بولاية برج بوعريريج على مستوى مدرسة بن طيب عبد الرشيد.
بعد تحصله على شهادة التعليم المتوسط من متوسطة ابن باديس الغربية سنة 1981 و شهادة البكالوريا من ثانوية السّعيد زروقي سنة 1984 انتقل إلى العاصمة للالتحاق بالمدرسة الوطنية للإدارة، والتي تخرج منها سنة 1988 متخصصا في إدارة الصحة.

## وظائف
- منذ عام 2019  : وزير الداخليه
- 2017 - 2019  : الأمين العام لوزارة الداخلية
- 2016 - 2017  : مدير ديوان وزير الداخلية
- 2010 - 2016  : مدير المالية والموارد بوزارة التدريب المهني
- - 2010  : مدير المالية والموارد بوزارة الصحة
- 2000 - 2005  : عضو المجلس الاقتصادي والاجتماعي